# 摩西·貝爾·貝克
摩西·貝爾·貝克（希伯來語：משה דוב בעק，1934年5月17日—2021年4月15日）是一位出生於匈牙利的美國拉比，持反錫安主義立場，為哈雷迪猶太教團體「聖城守衛」美國分支的領導人之一。

## 生平
出生於匈牙利。1944年納粹德國佔領匈牙利，當時他年僅10歲，母親被送到奧斯威辛集中營、最終遇害，父親逃到羅馬尼亞，他本人則隨其餘親戚躲藏在布達佩斯的一處地堡。1948年，他來到耶路撒冷百倍之地的極端正統猶太教社區居住和學習。1959年結婚。加入哈雷迪猶太教團體「城市守護者」。1970年離開以色列國，最終定居於美國紐約州蒙西。
他曾經數度與伊朗總統內賈德會面。
2021年4月15日，因COVID-19併發症而去世，享年86歲。